# Opérateur de Fredholm
Pour les articles homonymes, voir Fredholm.
 (décembre 2023).
Si vous disposez d'ouvrages ou d'articles de référence ou si vous connaissez des sites web de qualité traitant du thème abordé ici, merci de compléter l'article en donnant les références utiles à sa vérifiabilité et en les liant à la section « Notes et références ».
En mathématiques, l'opérateur de Fredholm est un concept d'analyse fonctionnelle qui porte le nom du mathématicien suédois Ivar Fredholm (1866-1927). Il s'agit d'un opérateur borné L entre deux espaces de Banach X et Y ayant un noyau de dimension finie et une image de codimension finie. On peut alors définir l'indice de l'opérateur comme
{\displaystyle {\rm {ind}}L=\dim(\ker L)-{\rm {codim}}({\rm {Im}}L)}
Sous ces hypothèses, l'espace image de L est fermé (il admet même un supplémentaire topologique).

## Propriétés des opérateurs de Fredholm
Stabilité de l'indice
L'ensemble des opérateurs de Fredholm entre deux espaces de Banach X et Y constitue un ouvert de l'espace des opérateurs bornés muni de la norme d'opérateur. Plus précisément, ajouter à un opérateur de Fredholm L donné un opérateur de norme suffisamment petite redonne un opérateur de Fredholm de même indice.
Ajouter à un opérateur de Fredholm un opérateur compact redonne également un opérateur de Fredholm de même indice.
Composition
La composition de deux opérateurs de Fredholm donne un opérateur de Fredholm, d'indice égal à la somme des deux composants.
Inversion
Tout opérateur de Fredholm est inversible modulo des opérateurs de rangs finis.
Transposition
L'opérateur transposé d'un opérateur de Fredholm de X dans Y est un opérateur de Fredholm de Y' dans X', d'indice opposé.